# DLX-Prozessor
Der DLX-Mikroprozessor (Aussprache: Deluxe) ist eine hypothetische Prozessorarchitektur, die von John L. Hennessy und David A. Patterson (den ursprünglichen Designern der MIPS- und Berkeley-RISC-Architektur) entwickelt wurde. Er wurde in dem – von beiden gemeinsam verfassten – Buch Computer Architecture: A Quantitative Approach vorgestellt. Der DLX-Prozessor wird mit einem RISC-Befehlssatz angesteuert und besitzt 32 Register. Es gibt DLX-Simulatoren, die die unterschiedlichen Pipelinestufen grafisch darstellen und Assembler-Befehle interpretieren. Solche werden an einigen Hochschulen in Vorlesungen zur hardwarenahen Programmierung benutzt.

## Pipeline
Die Pipeline des DLX-Prozessors besteht aus fünf Stufen:
1. Instruction Fetch (IF): Laden des Befehls in den Befehlspuffer, Erhöhung des Befehlszählers.
2. Instruction Decode (ID): Erzeugung der prozessorinternen Steuersignale, Bereitstellung der Operanden aus den Registern.
3. Execute (EX): ALU führt Operation aus, Berechnung der effektiven Adresse bei Lade-/Speicherbefehlen.
4. Memory Access (MEM oder MA): Durchführung des Speicherzugriffs bei Lade-/Speicherbefehlen. Andere Befehle durchlaufen diese Phase passiv.
5. Write Back (WB): Schreiben des Operationsergebnisses in ein Register. Befehle ohne Ergebnis durchlaufen diese Phase passiv.

Das Design der DLX-Pipeline verhindert das Auftreten von Schreibe-nach-Lese- (write after read) und Schreibe-nach-Schreibe-Konflikten (write after write). Lese-nach-Schreibe-Konflikte (read after write) werden jedoch nicht verhindert.

## Registerbedeutungen
- R0  null; unveränderlich
- R1  reserviert für den Assembler
- R2-R3  Funktionsrückgabewerte
- R4-R7  Funktionsparameter
- R8-R15  beliebig
- R16-R23  Registervariablen
- R24-R25  beliebig
- R26-R27  reserviert für das Betriebssystem
- R28  Globaler Pointer
- R29  Stackpointer
- R30  Registervariable
- R31  Rücksprungadresse

## Befehlsformate
Ein DLX-Befehl ist immer 32 Bit lang. Die unterschiedlichen Befehlsformate definieren die Aufteilung des 32-Bit-Befehls in Felder. Bei allen drei Formaten sind die ersten 6 Bit immer der Opcode.

### I-Format (Immediate)
Befehle dieses Formates sind Load/Store Instruktionen, arithmetische Befehle oder bedingte/unbedingte Sprünge. Die Instruktion besteht aus einem Quellregister rs1 und einem Zielregister rd, zusätzlich sind 16 Bit für den Immediate-Wert vorgesehen, die je nach Befehlstyp benutzt werden.
Beispielbefehle: LW, SW, JALR

### R-Format (Register)
Dieses Format wird benutzt, um Operationen auf Registern durchzuführen, dabei werden die Quellregister rs1 und rs2 mit der Register-ALU Operation func ausgeführt, und das Ergebnis auf das rd-Register abgelegt.
Beispielbefehl: SLT, ADD, SUB

### J-Format (Jump)
Befehle dieses Formates sind Sprungbefehle. Die (dist)anz wird einfach auf den Befehlszähler hinzuaddiert.
Beispielbefehle: J, JAL

## Befehlssatz
Auszug aus dem DLX-Befehlssatz ohne Floating-Point-Befehle:
```
Instruction                       Instruction meaning
LB / LH / LW         R1,val(R2)   Load byte / load half word / load word
LBU / LHU            R1,val(R2)   Load byte unsigned / load half word unsigned
SB / SH / SW         val(R2),R1   Store byte / store half word / store word
LHI                  R1,#val      Load high immediate
ADD / SUB            R1,R2,R3     Add / subtract
ADDU / SUBU          R1,R2,R3     Add unsigned / subtract unsigned
ADDI / SUBI          R1,R2,#val   Add immediate / subtract immediate
ADDUI / SUBUI        R1,R2,#val   Add immediate unsigned / subtract immediate unsigned
AND / OR / XOR       R1,R2,R3     And / or / exclusive or
ANDI / ORI / XORI    R1,R2,#val   And immediate / or immediate / exclusive or immediate
SLL / SRL / SRA      R1,R2,R3     Shift left logical / shift right logical / shift right arithmetic
SLLI / SRLI / SRAI   R1,R2,#val   Shift- left log. / right log. / right arithmetic -immediate
SLT / SLE / SEQ      R1,R2,R3     Set- less than / less or equal than / equal
SLTI / SLEI / SEQI   R1,R2,#val   Set- less than / less or equal than / equal -immediate
SGT / SGE / SNE      R1,R2,R3     Set- greater than / greater equal than / not equal
SGTI / SGEI / SNEI   R1,R2,#val   Set- greater than / greater equal / not equal -immediate
BEQZ / BNEZ          R4,name      Branch equal zero / branch not equal zero
J                    name         Jump
JR                   R5           Jump register
JAL                  name         Jump and link (save return address in R31)
JALR                 R5           Jump and link register (save return address in R31)
val:  16 Bit Wert als Adress-Offset oder Immediate-Wert
name: 16 oder 26 Bit Adress-Distanz
```